# 熾盛光佛頂
熾盛光佛頂（羅馬化：prajvaloṣṇīṣa）是佛頂尊之一，為大日如來的佛頂尊，也稱熾盛光如來。三昧耶形為三鈷杵。種子字為「𑖥𑖿𑖨𑖳𑖽」（羅馬化：bhrūṃ）。

## 概要
根據『大聖妙吉祥菩薩說除災教令法輪』，其像容為毛孔放光，頭戴五佛冠，手如釋迦。京都醍醐寺所藏的白描畫，描繪其為手持鉢和錫杖的如來形，頭部噴出火炎。京都青蓮院的本尊畫像中，以位在白蓮華中的種子及圍繞其周圍的諸尊來代表曼荼羅。

## 脚注
1. ↑  御本尊「熾盛光如来」の曼荼羅
2. ↑  第19冊 No.966 大聖妙吉祥菩薩說除災教令法輪 (1卷)

## 關連項目
- 密教
- 一字金輪佛頂